# Стадион имени Султана Билимханова
Стадион имени Султана Билимханова — бывшая домашняя арена футбольного клуба «Терек». Стадион расположен в городе Грозном, вмещает в себя 10 300 зрителей. Построен в 1946 году, реконструирован в 2007 году (до 2008 года носил имя «Динамо»).

## Теракт 9 мая 2004 года
Утром 9 мая 2004 года Ахмат Кадыров и все высшие руководители Чеченской Республики, командующий Объединённой группировкой войск по проведению контртеррористической операции на территории Северо-Кавказского региона Валерий Баранов, другие представители командования Вооружённых Сил России собрались на трибуне для почётных гостей на стадионе, где проходил концерт по случаю Дня Победы.
Президент безоговорочно верил своему окружению, он даже не допускал к организации своей охраны сотрудников ФСБ — им глава республики доверял меньше, чем своим бойцам. Однако, как показали события, охранники президента оказались не на высоте. Толкаться с грозным видом с автоматами наперевес рядом с президентом — этого недостаточно для обеспечения надёжной охраны
— отмечал в интервью журналу «Власть» (24.05.2004) бывший в 2001—2002 годах начальником УВД Чечни Саид-Селим Пешхоев.

Министр внутренних дел Чечни Руслан Алханов, который в роковой час находился рядом с Кадыровым (был начальником его охраны) и был ранен, в 2011 году вспоминал: 
На жизнь Ахмата Кадырова множество раз покушались, а он всегда относился к этому спокойно и лишь повторял, что на всё воля Всевышнего, и что если ему суждено умереть, то никакие щиты его не спасут, а если суждено жить, то, сколько бы на его жизнь ни покушались, он будет жить.
В 10:35 произошёл теракт — на центральной трибуне стадиона сработало взрывное устройство. По данным генерал-полковника В. Баранова, взрывчатка была заложена заранее, при реконструкции стадиона; в день праздника работали подавители радиосигналов, но подрыв был произведён по проводам. Согласно официальным данным, семь человек погибли, более 50 получили ранения. Кадыров был тяжело ранен и умер по дороге в больницу, не приходя в сознание. Тогда же погиб председатель Госсовета Чеченской Республики Хусейн Исаев.
15 июня 2006 года сайтом чеченских сепаратистов «Кавказ-центр» было распространено заявление Шамиля Басаева, в котором тот взял на себя ответственность за теракт. Согласно тому же заявлению, исполнителям было уплачено 50 тысяч долларов.

## История
Стадион был переименован в 2008 году в честь вице-спикера Народного Собрания Парламента Чеченской Республики Султана Билимханова, погибшего 2 января 2006 года в ДТП. Первый послевоенный матч на стадионе состоялся 14 марта 2008 года между «Тереком» и «Крыльями Советов». До сезона 2011/2012 был основным стадионом ФК «Терек». Сейчас стадион является главной ареной молодёжной команды клуба «Ахмат». В 2021 году, пока шла реконструкция стадиона «Спартак», на нём временно проводились домашние матчи клуба «Алания» (Владикавказ).